# کالاواد
کالاواد (به انگلیسی: Kalavad) یک منطقهٔ مسکونی در هند است که در Kalavad Taluka واقع شده‌است. کالاواد ۲۴٬۸۵۷ نفر جمعیت دارد و ۸۷ متر بالاتر از سطح دریا واقع شده‌است.